# Bernat II de Tolosa
Bernat II de Tolosa dit "el Vedell" (?-872), fou comte de Tolosa de Pallars, de Ribagorça, de Roergue, de comtat de Carcí i de Llemotges o Llemosí (865 - 872) i comte de Carcassona i Rasès (872). Excepte a Tolosa que era Bernat II a la resta de comtats era Bernat I conegut com a Bernat I el Vedell.
Fill de Ramon I de Roergue i de Tolosa, que fou comte de Tolosa fins al 863. Aquell any, Humfrid, comte de Barcelona i marquès de Gòtia i Septimània va ocupar el comtat de Tolosa i el comte Ramon, fidel al rei Carles el Calb, va morir en la lluita. Però el 864 Humfrid va fugir i els seus dominis foren repartits. Bernat II rebé Tolosa, Roergue, Llemotges, Carcí així com els comtats de Pallars i Ribagorça, annexes de Tolosa que li donaven dret a usar el títol de marquès, ja que eren territoris fronteres. Apareix esmentat per primer cop com a comte i duc a la Pasqua del 865 però devia exercir des d'un any abans. En aquest any 865, el dissabte sant, signa una carta junt amb la seva mare Berta, diversos territoris a Roergue en favor del monestir de Vabres; en la donació diu que la fa per la salvació de la seva anima i la del seu pare Ramon; com a signatari apareix el vescomte Bigó, probablement de Roergue, que ja s'esmenta a l'acte de la fundació de Vabres.
El 22 de juny del 870 Bernat estava al palau de Marienval, prop de Compiègne, amb Carles el Calb del que potser anava al seu seguici, i va obtenir un diploma de confirmació del monestir de Vabres i en va donar el govern vitalici com abat a Rotllà que havia estat clergue o capellà de Ramon I de Tolosa, a la seva mort el succeiria Benet (Arbert) germà del comte Bernat. Tot i aquesta cura amb Vabres, Bernat no va tenir la mateixa amb altres esglésies i va usurpar alguns béns, entre altres els que l'església de Reims tenia a Aquitània, especialment al Poitou, al Llemosí i a Alvèrnia que els havia llegat sant Remi (Remigi de Reims). Hincmar de Reims havia concedit el govern d'aquestes terres al comte Frèdol i després havien passat a Ramon, el seu germà i a Bernat; aquest va demanar a Hincmar la cessió a precari en nom de l'església, amb promesa de pagar exactament la renda, però l'arquebisbe d'hi va negar amb l'excusa que sant Remí havia prohibit al seu testament l'alienació dels béns; Bernat se'n va apoderar igualment i en va disposar com del seu propi patrimoni donant-les a alguns vassalls; Hincmar li va retirar llavors l'administració que va cedir a Bernat II d'Alvernia (Bernat Plantapilosa) i va escriure a Bernat comte de Rouen, per convèncer el comte de Tolosa de retornar-les; Bernat de Rouen va escriure a Bernat de Tolosa i el va comminar a fer-ho i traspassar l'administració a Bernt d'Alvèrnia i l'amenaçava amb l'excomunió; però el tolosà no en va fer cas. L'agost del 870 havia tornar a Aquitània i va tenir un placitum al Carcí on va jutjar l'afer que li va presentar Gairulf, abat de Beaulieu, a la frontera entre el Carcí i el Llemosí. El 21 de juliol del 871 Bernat es titula comte, duc i marquès en una carta a favor de Frugellus, abat d'Alaó, a Ribagorça, diòcesi d'Urgell, per la que agafava el monestir sota la seva sobirania i protecció i confirma els privilegis sota autoritat del rei Carles (senioris mei).
El 872 el rei li va entregar també els comtats de Carcassona i Rasès, desposseint a Oliba II de Carcassona. Els va conservar poc temps, ja que, poc després aquell mateix any, Bernat II va morir assassinat per un vassall de Bernat Plantapilosa i Oliba II fou restituït en els seus comtats. Bernat Plantapilosa va quedar-se amb Tolosa i Llemotges (encara que el vescomte, Fulcoald, germà de Bernat de Tolosa, va tenir el poder efectiu fins a la seva mort cap al 886 i va originar la dinastia vescomtal de Llemotges, origen d'altres dinasties vescomtals, especialment els vescomtes d'Aubusson). A Pallars i Ribagorça, un noble local, Ramon I de Pallars-Ribagorça, va aprofitar la situació per declarar la seva independència i va crear una dinastia nova. La situació a Roergue i Carcí és incerta.
El desembre del 874 en una donació de terres al Roergue que un tal Ricard i la seva esposa Rotruda feien al monestir de Vabres, declaraven fer-ho per l'ànima dels seus senyors Frèdol, Ramon i Bernat que havien estat ducs i marquesos el que verifica que el 874 ja havia mort (antigament es pensava que va morir el 875). El seu germà Odó de Tolosa és esmentat com a comte des de 876 però podia ser comte d'Albi per dret uxori (de la seva muller, llatí uxor).
Quant als béns de l'església de Reims usurpats pel tolosà, Hincmar explica en una carta escrita després del concili de Troyes del 878 al bisbe Adalgari d'Autun que la mort violenta de Bernat el Vedell es podia considerar un càstig per la usurpació, i li demana d'agafar l'administració dels béns conjuntament amb Agilmar bisbe de Clarmont d'Alvèrnia; havia retirat l'administració a Bernat d'Alvèrnia (Bernat Plantapilosa) com explica en una altra carta a un abat d'un monestir d'Alvèrnia, però no en dona la causa, si bé segurament fou per la seva responsabilitat en la mort de Bernat el Vedell.